# ألبا (ساعات)

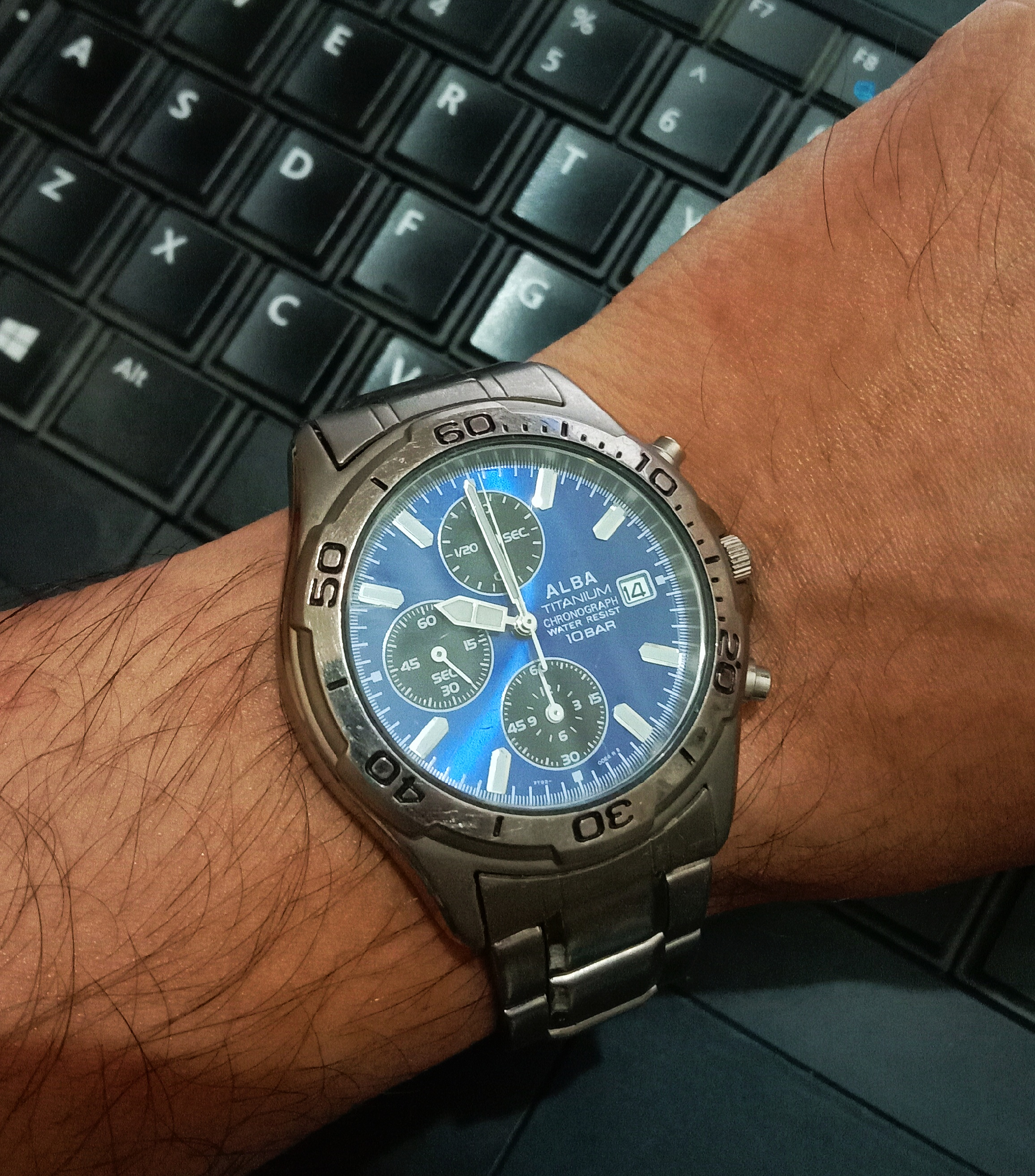
ساعة ألبا بكرونوغراف 12 ساعة و1/20 ثانية. تعمل هذه الساعة بحركة 7T92 من إنتاج سيكو.

ألبا هي علامة تجارية فرعية لشركة سيكو اليابانية التي تنتج مجموعة من ساعات معصم اليد. ظهرت لأول مرة في عام 1979.

## التاريخ
باستخدام مجموعة حركات سيكو الخاصة ولكن بأسلوب عصري مصمم لجذب العملاء الأصغر سنًا، تستهدف ساعات ألبا في المقام الأول الأسواق الآسيوية والشرق الأوسط على أمل خلق ولاء طويل الأمد لمجموعة سيكو مع زيادة القدرة الشرائية لهؤلاء العملاء. تُترجم كلمة "ألبا" إلى "الفجر" في اللغتين الإيطالية والإسبانية.
غالبًا ما اعتمدت شركة ألبا تصميمات ساعات الشركة الأم سيكو، ولا سيما تصميمات مصمم السيارات الإيطالي جيورجيتو جيوجيارو.

## روابط خارجية
- الموقع الرسمي